# Lars snickare
Lars snickare är ett anonymnan på en senmedeltida träskulptör troligen hemmahörande i Stockholm.
Bland hans arbeten räknas ett Olovskåp i Värmdö kyrka som bär inskiptionen tolkad på modern svenska Bedjen till Gud för Lars snickare, som har gjort detta 1514. Sankt Olovgestalten i Värmdö kyrka är utförd i naturlig storlek och kännetecknas i sin stelt frontala hållning. Helgonkungen är klädd i rustning och har ena foten på legendens troll Skalle. I vänster hand håller han en hillibardliknande yxa och i den högra handen ett äpple. En praktfull krona kröner hans huvud och hans skägg och hår är framställda med omsorgsfull sirlighet. Man kan se att skulptören har lagt ner ett stort arbete och en större vikt av det representiva utförandet av kläder och detaljer. Skåpets dörrar är på insidan prydda med intressanta men i konstnärligt avseende mindre fullkomliga målningar som skildrar händelser från Sankt Olof historia. Sidorna av skåpet pryds av Sankt Olof, Sankt Erik, Barbera och Katarina av Alexandria. En snarlik Olovsbild finns i Jumkils kyrka och eftersom målningarna har samma karakteristiska utseende tillskriver man även detta till Lars snickare. Man antar att han tagit intryck av Bernt Notkes stil eller rent av var gesäll vid Notkes verkstad i Stockholm under den tidiga delen av 1490-talet. Lars snickare finns omnämnd i Skotteboken för 1507-1521 och i Tänkeboken 1517 där föreståndaren för S:t Görans hospital åläggs att betala Lars snickare töt then Sancte Örian han giorde ther i kirken.